# Сендрино Мисиджан
Сендрино Мисиджан (роден на 29 август 1988) е нидерландски футболист от суринамски произход, защитник, състезател на ЦСКА (София).